# Michael Brown (futbolista)
Michael Robert Brown (Hartlepool, Inglaterra; 25 de enero de 1977) es un futbolista y entrenador inglés que  juega como mediocampista central. Su último club fue el Port Vale, donde fue jugador-entrenador hasta 2017.

## Trayectoria
Surgido de las inferiores del Manchester City, haría su debut como profesional en agosto de 1995 frente al Queens Park Rangers, entrando para los últimos 10 minutos. En el equipo de Manchester city, jugó un total de 92 partidos anotando 2 goles durante su estadía hasta 1999. Con el club logró el ascenso a la primera división a través de los Play-offs. Durante sus 4 años en el club fue cedido en tres ocasiones a los clubes, Hartlepool United, disputando 6 partidos, Portsmouth disputando 4 y Sheffield United, disputando también 4. Este último club se haría de los derechos del jugador para el año 2000.
En el Sheffield United, estuvo igual cantidad de años que en el Manchester City, y disputó un total de 147 partidos marcando 28 goles. Cabe destacar que en estos cuatro años en el Sheffield fueron de los más destacados en su carrera, logrando el título de la tercera división del fútbol inglés en la temporada 2002-03, además que en esa temporada fue nombrado por los fanáticos del Sheffield, como el jugador del año y fue nombrado por la divisional en el equipo de esa misma temporada.
Por sus grandes actuaciones en la tercera división, en el 2004, el Tottenham Hotspur, se hizo de sus servicios. Disputó 50 partidos y anotó 2 goles. No fue de lo más destacado en el club londinense y no llegó a tener un papel importante, por lo que en enero del 2006, fue transferido al Fulham F.C. por un año y medio. Fue importante en esa temporada y llegó a disputar prácticamente todos los partidos (41), pero no convirtió ningún gol.
Para la temporada 2007-2008, fue transferido al Wigan Athletic, jugando en 58 ocasiones y logrando buenas actuaciones en varios partidos importantes. Jugó hasta el 2009.
En ese año es transferido al Portsmouth, jugaría hasta la temporada 2010-2011 un total de 45 partidos y anotando 4 goles. Lo más importante que logró con el club, fue el llegar a la final de la FA Cup 2009-10, la cual disputaría frente al Chelsea, y perderían por el resultado de 0-1 con un gol de Didier Drogba. En esa misma temporada, el Portsmouth sería relegado a la segunda división.
Desde el 2011 se encontraba en el Leeds United, y llegó a disputar, hasta la finalización de su contrato, un total de 66 partidos y 2 goles.
El 16 de mayo de 2014, Brown, termina su contrato con el Leeds United y el Port Vale Football Club lo ficha como agente libre.

## Selección nacional
Ha sido internacional con la selección de fútbol de Inglaterra Sub-21.

## Clubes

### Como jugador
| Club              | País       | Año       |
| ----------------- | ---------- | --------- |
| Manchester City   | Inglaterra | 1995-1997 |
| Hartlepool United | Inglaterra | 1997      |
| Manchester City   | Inglaterra | 1997-1999 |
| Portsmouth FC     | Inglaterra | 1999      |
| Sheffield United  | Inglaterra | 1999-2003 |
| Tottenham Hotspur | Inglaterra | 2004-2006 |
| Fulham FC         | Inglaterra | 2006-2007 |
| Wigan Athletic    | Inglaterra | 2007-2009 |
| Portsmouth FC     | Inglaterra | 2009-2011 |
| Leeds United      | Inglaterra | 2011-2014 |
| Port Vale FC      | Inglaterra | 2014-2017 |

### Como entrenador
| Club         | País       | Año       |
| ------------ | ---------- | --------- |
| Port Vale FC | Inglaterra | 2016-2017 |